# Piccole donne (miniserie televisiva 1955)
Piccole donne è uno sceneggiato televisivo trasmesso in cinque puntate dalla Rai nel 1955 sull'allora programma nazionale (oggi Rai 1). La prima puntata andò in onda il 12 novembre e l'ultima il 10 dicembre. Inizialmente previsto in 4 puntate, divennero 5 «a furor di popolo».
Si tratta della seconda fiction televisiva irradiata dall'ente radiotelevisivo di stato che aveva iniziato le trasmissioni regolari proprio nell'anno precedente (la prima fu Il dottor Antonio).
Tratto dal romanzo omonimo di Louisa May Alcott - Piccole donne, appunto - lo sceneggiato fu adattato per il piccolo schermo con sceneggiatura di Anna Luisa Meneghini e Anton Giulio Majano che curò anche la regia televisiva.

## Critica
L'Enciclopedia della televisione sottolinea, alla voce concernente lo sceneggiato Piccole donne, il successo di pubblico che la fiction fece registrare nonostante i dubbi e le diffidenze della Rai preoccupata dalle recenti (all'epoca) versioni cinematografiche che dal lavoro della Alcott erano state derivate. In particolare, si ricorda come la produzione fu costretta, in virtù di questo successo, ad allestire una quinta puntata aggiuntiva a base flashback.
Sul piano della tecnica registica (va ricordato che la televisione in Italia era attiva da neanche due anni), il talento di Majano è volto a creare ex novo una sintassi propriamente televisiva.